# 1878 год в науке
В 1878 году произошли различные научные и технологические события, некоторые из которых представлены ниже.

## События
- 19 февраля — Томас Эдисон запатентовал фонограф.
- 22 июня — шведский мореплаватель Адольф Эрик Норденшёльд отправился в экспедицию, в ходе которой он первым прошёл по Северному морскому пути из Атлантики в Тихий океан.
- 31 декабря — Карл Бенц построил двухтактный двигатель.
- Английский математик Джеймс Джозеф Сильвестр основал в США журнал «American Journal of Mathematics».
- Георг Кантор впервые высказал гипотезу континуума[1].
- Уильям Крукс изобрёл «трубку Крукса», благодаря которой были открыты электроны[2].
- Дэвид Эдвард Хьюз опубликовал описание изобретённого им микрофона[3].
- Швейцарский химик Жан Шарль Галиссар де Мариньяк открыл иттербий.
- В Париже состоялся Первый Международный геологический конгресс.
- Австрийский врач-оториноларинголог Адам Политцер опубликовал монографию по отологии «Lehrbuch der Ohrenheilkunde»[4].
- Американская компания «Ремингтон» представила новую модель своей пишущей машинки с клавишей управления регистром букв.
- Генри Флюсс изобрёл изолирующий дыхательный аппарат (ребризер).
- Английский физик и химик Джозеф Суон предложил лампу накаливания с угольной нитью.
- Английский инженер Уильям Армстронг в своём поместье Крэгсайд (Великобритания) запустил первую в мире гидроэлектростанцию[5][6]

## Награды
- Медаль Копли — Жан Батист Буссенго.
- Медаль Дэви — Луи-Поль Кайете и Рауль Пикте.
- Медаль Румфорда — Мари-Альфред Корню.

## Родились
См. также: Категория:Родившиеся в 1878 году
- 1 января — Агнер Краруп Эрланг, датский математик, один из основателей теории массового обслуживания (ум. 1929).
- 25 января — Эрнест Александерсон, шведско-американский радиоинженер (ум. 1975).
- 5 февраля — Андре Гюстав Ситроен, французский автопромышленник (ум. 1935).
- 8 февраля — Мартин Бубер, австрийский философ (ум. 1965).
- 4 марта — Пётр Демьянович Успенский, русский философ-оккультист (ум. 1947).
- 9 апреля — Марсель Гроссман, швейцарский математик, друг и соавтор А. Эйнштейна (ум. 1936).
- 12 июня — Джеймс Оливер Кервуд, американский писатель и защитник окружающей среды (ум. 1927).
- 19 июля — Александр Яковлевич Хинчин, советский математик (ум. 1959).
- 28 августа — Джордж Уиппл, американский врач, нобелевский лауреат по физиологии и медицине (ум. 1976).
- 2 сентября — Морис Рене Фреше, французский математик (ум. 1973).
- 7 ноября — Лиза Мейтнер, австрийский физик, первая расщепила ядро урана (ум. 1968).
- 25 декабря — Джозеф Шенк, один из основателей американской киноиндустрии, родом из Рыбинска (ум. 1961).

## Скончались
См. также: Категория:Умершие в 1878 году
- 7 января — Франсуа-Венсан Распай, французский химик, биолог и общественный деятель-республиканец (род. 1794).
- 10 января — Уильям Стокс, ирландский физик (род. 1804).
- 18 января — Антуан Сезар Беккерель, французский физик (род. 1788).
- 19 января — Анри Виктор Реньо, французский химик, первым получивший поливинилиденхлорид (род. 1810).
- 8 февраля — Элиас Магнус Фрис, шведский биолог, «отец микологии» (род. 1794).
- 10 февраля — Клод Бернар, французский врач, основоположник эндокринологии (род. 1813).
- 26 февраля — Анджело Секки, итальянский астроном (род. 1818).
- 20 марта — Юлиус Роберт фон Майер, немецкий врач и естествоиспытатель, один из основателей термодинамики (род. 1814).
- 26 апреля — Франсуа Малагутти, французский химик (род. 1802).
- 13 мая — Джозеф Генри, американский физик (род. 1797).
- 6 июня — Роберт Стирлинг, шотландский изобретатель (род. 1790).
- 23 июля — барон Карл фон Рокитанский, австрийский врач, политик и философ (род. 1804).
- 24 декабря — Иоганн Генрих Буфф, немецкий химик и физик[7]; член Баварской и Гёттингенской академий наук; отец архивиста и педагога Адольфа Буффа[нем.].